# Фабрицький Семен Семенович
Семен Семенович Фабрицький — (14 лютого 1874 — † 3 лютого 1941) — український військовий діяч, контрадмірал флоту в  Української Держави.
Син судді. Випускник Морського корпусу у 1894 році і офіцерського мінного класу в 1903. Служив старшим офіцером імператорської яхти «Александрія». З 1912 — командир есмінця «Амурець» 3-го дивізіону есмінців Балтійського флоту, капітан 1 рангу. Начальник 1-ї окремої Балтійської дивізії. Контрадмірал, учасник Першої світової війни. З 1917 у відставці. З 1918 в гетьманській армії, влітку 1918 командир корпусу морської оборони Чорного моря, потім в Донський армії, начальник річкового загону, командир Донської річкової флотилії. З 10 січня 1920 р. — начальник штабу річних сил Збройних Сил Півдня Росії. У Російській Армії до евакуації з Криму. До літа 1921 жив в Константинополі, член Союзу морських офіцерів. В еміграції в Бельгії, голова Спілки офіцерів Морських в Бельгії. Помер у Брюсселі 3 лютого 1941 року.
Нагороджений шістьма російськими і сімома іноземними орденами.